# Notog
Notog is een bestuurslaag in het regentschap Banyumas van de provincie Midden-Java, Indonesië. Notog telt 5510 inwoners (volkstelling 2010).